# 1,7-octadieen
1,7-octadieen is een zeer licht ontvlambare organische verbinding met als brutoformule C8H14. De stof komt voor als een kleurloze tot soms lichtgele vloeistof, zoals alle zuivere koolwaterstoffen, die onoplosbaar is in water. Het wordt onder andere gebruikt in de organische synthese van citronellal.
1,7-octadieen reageert met oxiderende stoffen en is irriterend voor de ogen, de huid en de luchtwegen.